# Lilia Skala
Lilia Skala (nascida Sofer; 28 de novembro de 1896 – 18 de dezembro de 1994) foi uma arquiteta e atriz austro-americana conhecida por seu papel no filme Lilies of the Field (1963), pelo qual recebeu aclamação da crítica e uma indicação ao Oscar. Durante sua carreira, Skala também foi indicada a dois Globos de Ouro e a um Primetime Emmy Award.
Antes de Skala decidir ser atriz, ela praticava arquitetura como profissão. Ela foi uma das primeiras mulheres arquitetas na Áustria e foi a primeira mulher membro da Associação Austríaca de Engenheiros e Arquitetos. Ela se formou na Universidade de Dresden Summa cum Laude; a instituição é agora conhecida como Universidade Técnica de Dresden, localizada na Alemanha.
Sua vida lendária foi o tema da peça homônima Lilia! escrita e interpretada por sua neta Libby Skala.

## Início da vida e educação
Skala nasceu Lilia Sofer em Viena. Sua mãe, Katharina Skala, era católica romana, e seu pai, Julius Sofer, era judeu e trabalhava como representante de um fabricante para a Waldes Koh-i-noor Company. Ela foi uma das primeiras mulheres a se formar em arquitetura e engenharia pela Universidade de Dresden, depois exerceu a arquitetura profissionalmente em Viena.
No final da década de 1930, ela foi forçada a fugir de sua terra natal ocupada pelos nazistas com seu marido, Louis Erich Skala, e seus dois filhos pequenos. (Lilia e Erich adotaram o sobrenome não judeu da mãe de Lilia.) Skala e seu marido conseguiram escapar (em momentos diferentes) da Áustria e acabaram se estabelecendo nos Estados Unidos.

## Carreira
De acordo com um breve livro de memórias do filho de Skala, Peter, Skala desenvolveu um interesse pelo teatro quando tinha 14 ou 15 anos. No entanto, os pais de Skala eram conservadores e preferiram que Skala seguisse uma carreira que fosse mais "respeitável". Naquela época, as mulheres não tinham permissão para estudar na Universidade de Viena, então os pais de Skala tiveram que mandá-la para a TU de Dresden, na Alemanha. Embora não haja informações suficientes sobre o motivo pelo qual Skala escolheu a arquitetura como sua área específica de estudo, ela se destacou em um campo que é tradicionalmente dominado por homens e se formou Summa cum Laude. Skala retornou a Viena e continuou a praticar arquitetura após a conclusão de sua graduação.
Skala nunca deixou de buscar a beleza, fosse na arquitetura ou nas artes cênicas. Cerca de um ano após o nascimento de seu filho, Peter Skala, ela se matriculou em aulas de atuação e redescobriu sua paixão há muito perdida pelo teatro. À medida que seus talentos criativos se desenrolavam, Skala começou a aparecer em inúmeros programas de televisão e seriados de 1952 a 1985, como The Alfred Hitchcock Hour em 1965. Como a Grã-Duquesa Sophie, Skala fez companhia na Broadway a Ethel Merman em Call Me Madam, não muitos anos depois de trabalhar duro em uma fábrica de zíperes no Queens, Nova Iorque, como uma refugiada não falante de inglês da Áustria. Ela interpretou a mãe de Lisa Douglas, a Condessa, em Green Acres na década de 1960.

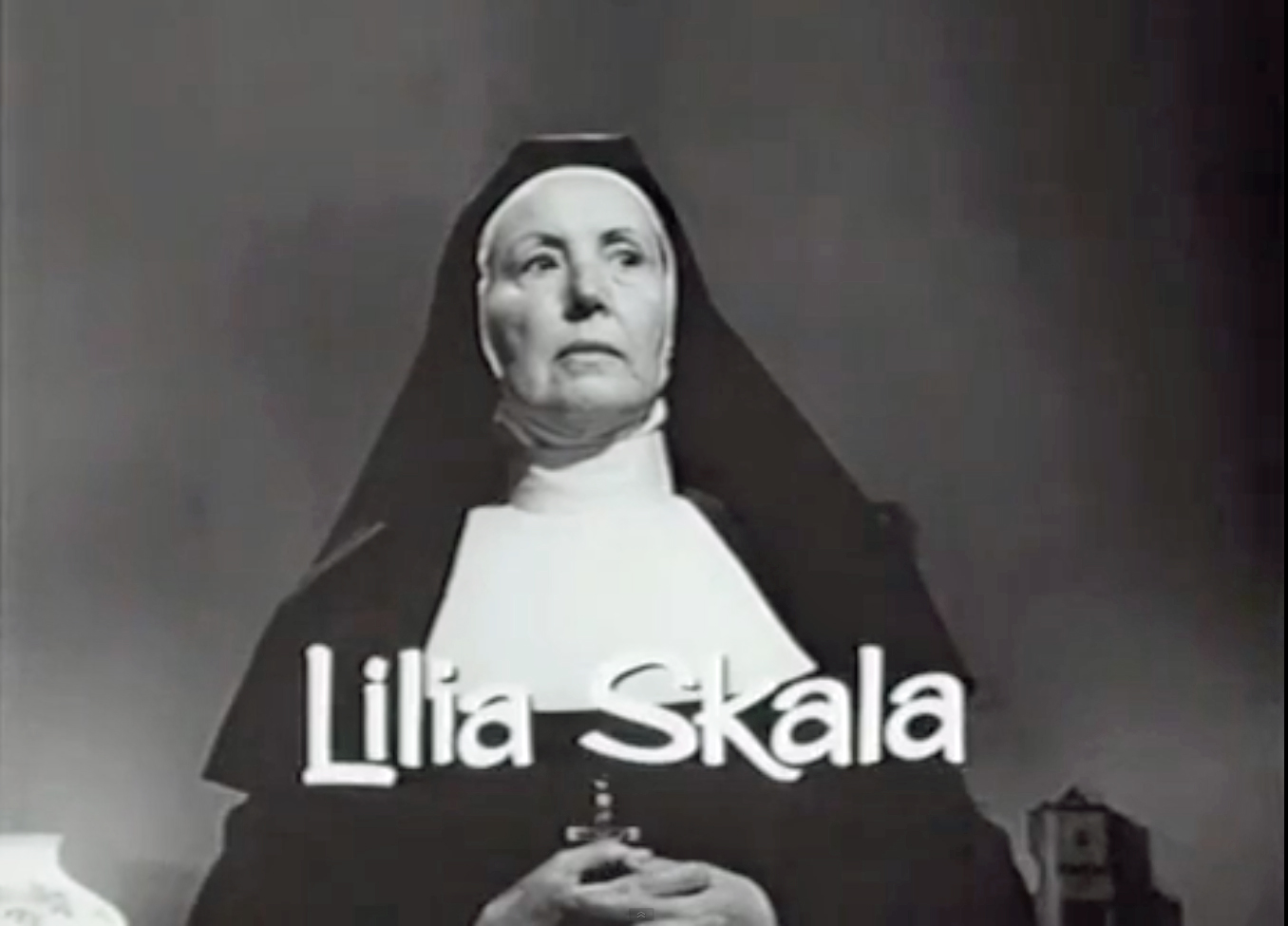
Skala em Lilies of the Field (1963)

Ela foi indicada ao Oscar de Melhor Atriz Coadjuvante por seu papel mais famoso como Madre Superiora em Lilies of the Field de 1963. Skala também apareceu em Ship of Fools (1965), Charly (1968), Deadly Hero (1976), Eleanor and Franklin (1976), Roseland (1977), Heartland (1979), Flashdance (1983) e House of Games (1987).

## Vida pessoal
Skala era uma cientista cristã. Ela foi apresentada à religião em Viena na década de 1920.

## Morte e legado
Skala morreu em 1994 em Bay Shore, Nova Iorque, de causas naturais aos 98 anos. Uma coleção de desenhos arquitetônicos que ela fez como estudante de arquitetura na Universidade de Dresden de 1915 a 1920 foi doada ao Arquivo Internacional de Mulheres na Arquitetura por seus filhos, Peter e Martin Skala. A coleção fazia parte dos pertences de Skala quando ela fugiu dos nazistas em 1939.

## Filmografia
| Cinema | Cinema                      | Cinema                                   | Cinema |
| Ano    | Título                      | Personagem                               | Notas |
| ------ | --------------------------- | ---------------------------------------- | --- |
| 1931   | Purpur und Waschblau        | Leonore von Cadour - Hofdame der Fürstin | |
| 1931   | Man braucht kein Geld       | Sem créditos                             | |
| 1933   | Madame wünscht keine Kinder |                                          | Sem créditos                                                                                                |
| 1936   | Mädchenpensionat            | Fräulein Hell                            | |
| 1936   | Flores de Nice              |                                          | |
| 1937   | Unentschuldigte Stunde      |                                          | |
| 1953   | Call Me Madam               | Grã-duquesa Sophie                       | |
| 1963   | Lilies of the Field         | Madre Maria                              | Indicada: Oscar de Melhor Atriz Coadjuvante Indicada: Globo de Ouro de Melhor Atriz Coadjuvante em um Filme |
| 1965   | Ship of Fools               | Frau Hutten                              | |
| 1967   | Caprice                     | Madame Piasco                            | |
| 1968   | Charly                      | Dra. Anna Straus                         | |
| 1976   | Deadly Hero                 | Sra. Broderick                           | |
| 1977   | Roseland                    | Rosa (A Peabody)                         | Indicada: Globo de Ouro de Melhor Atriz Coadjuvante em um Filme                                             |
| 1979   | Heartland                   | Sra. Landauer                            | |
| 1981   | The End of August           | Mlle. Reisz                              | |
| 1983   | Flashdance                  | Hanna Long                               | |
| 1983   | Testament                   | Fania                                    | |
| 1987   | House of Games              | Dra. Littauer                            | |
| 1990   | Men of Respect              | Lucia                                    | |